# Hajnal Gabriella (képzőművész)
Hajnal Gabriella (Budapest, 1928. május 1. – 2023. október 27.) Munkácsy Mihály-díjas magyar képzőművész, iparművész, a Széchenyi Irodalmi és Művészeti Akadémia rendes tagja (1994).

## Életpályája
Felsőfokú tanulmányokat a Magyar Képzőművészeti Főiskola festő tanszakán (1951-1957) folytatott, ahol Bencze László, Hincz Gyula, Pap Gyula voltak a mesterei. Diplomájának megszerzése után az iparművészet felé fordult, falikárpitokat tervez 1958 óta. A gobelinek iránti rokonszenvében nagy szerepet játszott a párizsi Cluny Múzeumban tett látogatása, ahol a gótikus stílusú gobelinek nagy hatást tettek rá, kivált a Hölgy egyszarvúval című kárpitsorozat. Korai kárpitjai vidám, optimista hangulatúak és narratív jellegűek, a motívumok részletező kidolgozása jellemzi, ugyanekkor már erőteljesen mutatkozik kiváló kompozícióteremtő képessége. (Szüret, 1959; Öt lány, 1959; Sol, 1959; Zenélők, 1959; Péter és a farkas, 1959-64; Páva, 1965; Emberpár, 1965; Ádám és Éva, 1965)
Az 1960-as években az egyén és a közösség témát dolgozta fel a maga eszközeivel, mitológiai témákat, ótestamentumi történeteket, középkori szentek életéből vett jeleneteket ábrázolt (Ikarosz, 1975; Jónás, 1966; Szent Ferenc, 1968; Szent Balázs, 1970), művei másik csoportját a civilizációkhoz, a művészettörténethez és a költészethez kapcsolódó élményeinek képi megjelenítései alkotják. (Bizánc, 1970; Székesegyház alaprajza, 1972; Piero della Francesca emlékére, 1971; József Attila emlékére, 1972; Labirintus, 1975).
Az 1970-es évek felé közeledve összefogott, drámai hatású kompozíciókkal és egy visszafogottabb színvilággal jelentkezett (Kések, 1968; Vakok, 1970; Bukott angyal, 1971.). Az 1970-es évek végén és az 1980-as években jelentkezett vörös és kék korszakával, mely vörös és kék színek együttesére épül, s a karton fekete-fehér szövésére, mely természetes dekorativitást kölcsönöz munkáinak (Fa, 1975; Kilátás Délre, 1977; Serietapisserie I-IV. 1973-76; Delta, 1979; Memento Mori, 1979; Folyamszabályozás I-VI. 1981;).
Vörös-kék korszakában mély benyomást tett rá a kalligráfia, s a kalligráfiának az a tulajdonsága, hogy a rendelkezésre álló teljes teret betölti, talán éppen ennek a hatásnak tudható be, hogy a teljes rendelkezésre álló szövési felületet kitölti (Text-ile I-IV. 1980). Egyre többet foglalkozott a kárpitszövés anyagának és színeinek lehetőségeivel, a Kilátás Délre vörös-kék színei előtt megalkotta a Kilátás Északra (1976) címűt sötétzöld-világoszöld színekkel, a vörös-kék Text-ile után megszőtte a Lelet (1981-83) című kalligrafikus alkotást a zöld és sárga együttes színeivel.
Az 1978-as Szem című alkotása mintegy hadat üzent a szövőszék biztosította hagyományos téglalap formának. Az 1980-as évek közepétől a technika, technológia, a motívumok kezelésének készség szinten való alkalmazása vezetett összegző jellegű rendszerkísérleteihez. (Rendszer, 1983; New York, 1986), mindezek betetőzése 2001-es Fejraport című kárpitja, amely kísérlet a végtelen számú karakteres fejtípus felsorakoztatására, melyek közt hasonlók, sőt egyformák is vannak, ez utóbbiak mintegy ritmust adnak a kárpitnak.
Férje: Kass János (1927-2010) grafikusművész, szobrász, bélyegtervező. Lánya: Kass Eszter textilművész

## Kiállításai (válogatás)[14]

### Egyéni
- 1969 • Kulturális Kapcsolatok Intézete, Budapest (katalógussal) • Galerie Daniel Keel, Zürich (Svájc)
- 1970 • Holdsworth Gallery, Sydney • Moravská G., Brno
- 1972 • Savaria Múzeum, Szombathely
- 1973 • Kulturális Kapcsolatok Intézete, Budapest • G. "F 15", Moss (Norvégia)
- 1976 • Galerie Objet, Winterthur (Svájc)
- 1977 • Bartók Béla Művelődési Központ, Szeged
- 1978 • Műcsarnok, Budapest (katalógussál)
- 1979 • Galerie Sin' Paora, Párizs
- 1980 • Palais des Arts et de la Culture, Brest (Franciaország)
- 1983 • Vigadó Galéria, Budapest
- 1985 • Kaposvári Galéria, Kaposvár
- 1987 • Galerie Saager, Zürich (Svájc)
- 1991 • Madách Imre Művelődési Központ, Vác
- 1994 • Kempinsky Galéria, Budapest
- 1997 • W-Deco Bútor Stúdió, Budapest
- 1998 • Életműkiállítás, Iparművészeti Múzeum, Budapest
- 2002 • Városi Művészeti Múzeum Képtára – Esterházy-palota
- 2003 • Vízivárosi Galéria, Budapest
- 2009 • Gödöllői Királyi Kastélymúzeum, Gödöllő
- 2011 • Erdős Renée Ház, Budapest
- 2015 • Palmetta Design és Textilművészeti Galéria, Budapest
- 2016 • Esztergomi Keresztény Múzeum, Esztergom
- 2022 • The Space Galéria, Budapest

### Csoportos
- 1966 • XXXIII. velencei biennálé, Velence
- 1969 • 4. Nemzetközi Falikárpit Biennálé, Lausanne • Mobilier National, Párizs
- 1974 • Kortárs Magyar Falikárpitok, Múzeum Arquelogico, Madrid
- 1976 • Magyar Művészek Falikárpitjai, Vigo Sternberg Gallery, London
- 1977-1978 • Magyar Textilművészet, Koppenhága, Helsinki • Nordjyllands Kunstmuseum, Ålborg (Dánia)
- 1980 • 6. Fal- és Tértextil Biennálé, Savaria Múzeum, Szombathely
- 1981 • Objektek, szituációk és ellenpontok lágy anyagokkal, Műcsarnok, Budapest • 10. Nemzetközi Textil Biennálé, Lausanne
- 1985 • Magyar Gobelin 1945-1985, Műcsarnok, Budapest
- 1987 • 1. Nemzetközi textilvásár és verseny, Kyoto
- 1988 • Eleven textil, Műcsarnok, Budapest
- 1989 • 2. Nemzetközi textilvásár és verseny, Kyoto
- 1993 • 2. Nemzetközi Triennálé, Tournai (B).
- 2001 • Kárpit, Nemzetközi Milleniumi Kortárs Kiállítás, Szépművészeti Múzeum, Budapest
- 2005 • Kárpit 2., A kárpit művészete egykor és ma
- 2006 • Magyar Alkotóművészek Háza – Olof Palme Ház, Budapest[15]
- 2007 • Hegyvidék Galéria, Budapest, Három művész – Egy család: Kass János, Hajnal Gabriella, Kass Eszter
- 2023 • The Space galéria, Budapest, Változó Nézőpontok – Hajnal Gabriella, Kass Eszter, Poroszlai Eszter munkái

## Köztéri műveinek helyei (válogatás)
- Átrium Hyatt
- Ferences Gimnázium, Szentendre
- Házasságkötő terem, Szeged
- Kertészeti Egyetem, Budapest
- Budapest II. kerülete Önkormányzat
- Magyar Nagykövetség, Havanna
- Magyar Nagykövetség, Bécs
- Magyar Nagykövetség, Újdelhi
- Művelődésügyi Minisztérium, Budapest

## Művei közgyűjteményekben (válogatás)
- Magyar Iparművészeti Múzeum, Budapest
- Magyar Nemzeti Galéria, Budapest

## Társasági tagság
- Széchenyi Irodalmi és Művészeti Akadémia, rendes tag (1993)
- Első Kör Törökbálinti Alkotóművész Csoport tagja (1998 óta)

## Díjak, elismerések
- Diplom der Erster Wiener Internationaler Filmplakat-Wettbewerb, Wiener Filmfestwoche. Plakát: Der Regenschirm der Heiligen Petrus (1965)
- Munkácsy-díj (1975)
- Érdemes művész (1978)
- Illusztrációs Biennálé, BIB-díj, Bratislava, Szlovákia (1981)
- Kiváló művész (1987)
- Széchenyi Irodalmi és Művészeti Akadémia, rendes tag (1993)
- A Magyar Köztársasági Érdemrend tisztikeresztje (1994)
- Budapestért díj (2009)
- Életmű díj, Magyar Festészet Napja alkalmából (2017)